# Dotaku

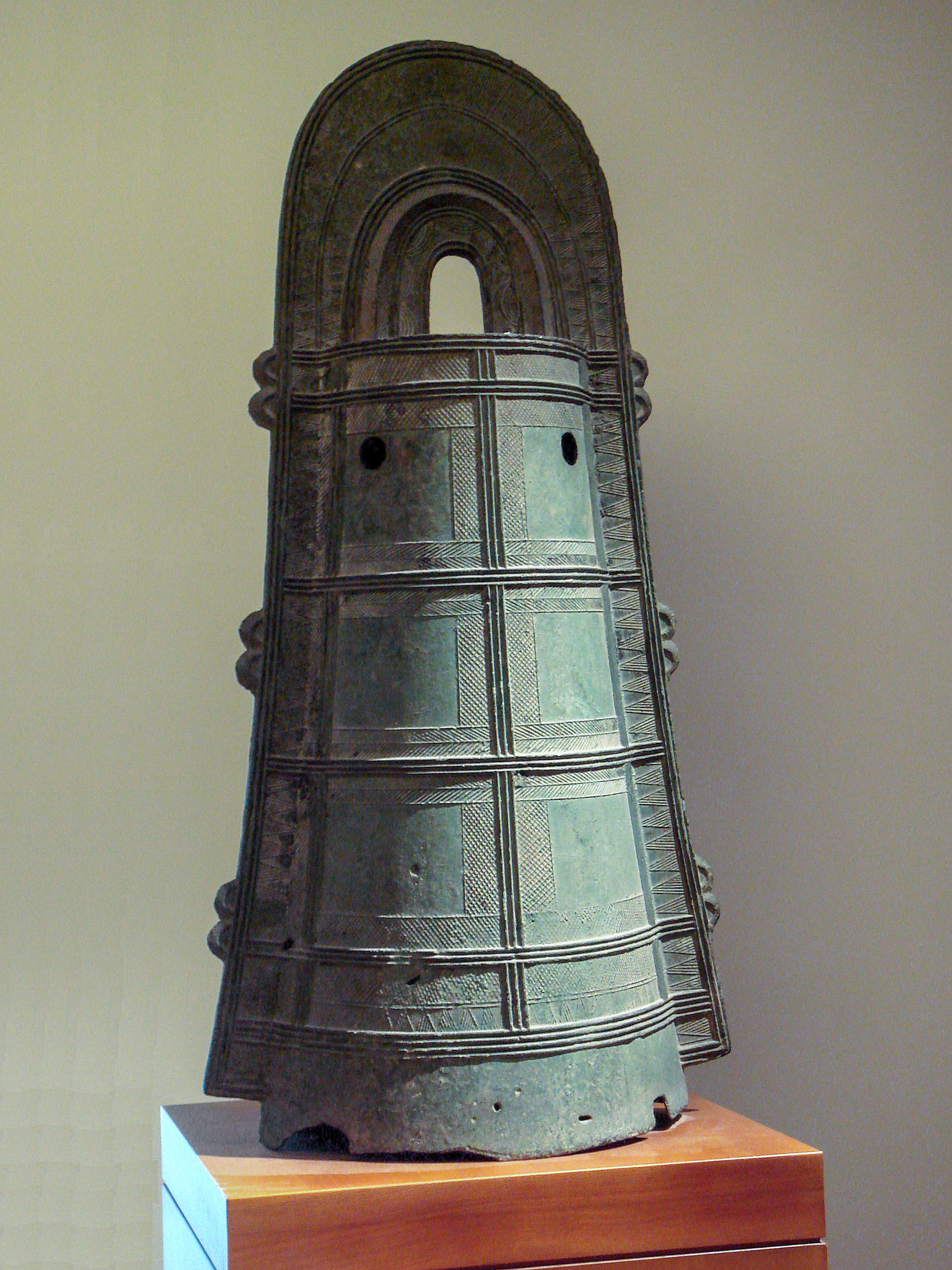
dōtaku

Els dotaku són una mena de campanes, majoritàriament de bronze, que es feien servir al Japó durant el període Kofun. També es van estendre a altres cultures orientals, com a Corea. Destaquen per la seva mida i per la seva decoració amb gravats representant escenes costumistes. Es feien servir sovint com a part d'ofrenes funeràries. Hi ha un museu dotaku a la ciutat de Yasu al sud del Japó.